# Ron Jeffery
Ron Jeffery (ur. 6 września 1917 w Londynie, zm. we wrześniu 2002 w Auckland) – żołnierz brytyjskiego wywiadu MI6 i Armii Krajowej, pisarz.

## Życiorys
Dostał się do niemieckiej niewoli we Francji w 1940 r., dwukrotnie próbował ucieczki z obozu jenieckiego, w 1941 r. ostatecznie przedostał się do okupowanej Polski. Tu nawiązał kontakt z podziemiem, w AK przyjął pseudonimy „Józef Kawala”, „Stanisław Jasiński”, „Sporn”, „Botkin”. Dzięki świetnej znajomości wielu języków, zwłaszcza niemieckiego, był niezwykle przydatny dla Komendy Głównej. Został kurierem AK do Wiednia, Pragi, Budapesztu, Berlina i Hamburga. Brał również udział w likwidowaniu kolaborantów i drukowaniu bibuły.
Był łącznikiem wywiadu brytyjskiego ze sztabem pułkownika Smysłowskiego, sondując możliwość jego współpracy z aliantami. Brytyjczycy planowali wówczas dokonanie zamachu na Hitlera, wykorzystując kontakty dowództwa ROA w niemieckim sztabie generalnym. W lutym 1944 r. w mundurze niemieckiego oficera Abwehry przez Niemcy, Danię, Norwegię i Szwecję przedostał się do Londynu, by osobiście dać świadectwo okrucieństw niemieckich w okupowanej Polsce.
Był jednym z najbardziej wartościowych agentów brytyjskich II wojny światowej. Jako kurier brytyjski w okupowanej Polsce posiadł wprost nieocenioną wiedzę dla swojego rządu, który sceptycznie odnosił się do raportów polskiego podziemia, uważając je za stronnicze. Anthony Eden i Winston Churchill chcieli koniecznie się z nim spotkać, jako kurierem, który przekazałby im wiadomości z pierwszej ręki z okupowanej Polski. Nagle wszystko się zmieniło. Został zdyskredytowany przez sowieckich agentów ulokowanych w wywiadzie brytyjskim (Kim Philby), którzy skutecznie podważyli jego wiarygodność. Szczególnie nie spodobała się jego zwierzchnikom sprawa zbrodni katyńskiej, którą Jeffery ujawniał wszystkim. Trafił za to do obozu karnego, gdzie zmuszony był czyścić latryny. W tym czasie Wielka Brytania starała się zachować jak najlepsze stosunki ze Związkiem Radzieckim, dla dobra sojuszu poświęcając sprawę Polski. Po wojnie wyemigrował do Nowej Zelandii, gdzie wydał swoje wspomnienia Red Runs the Vistula (Wisła jak krew czerwona).
W uznaniu jego zasług dla Polski dowódca AK gen. Tadeusz Bór-Komorowski nadał mu w 1943 r. Krzyż Walecznych. Nadano mu też Krzyż Armii Krajowej. W 1995 r. prezydent Lech Wałęsa udekorował go Krzyżem Komandorskim Orderu Zasługi Rzeczypospolitej Polskiej.

## Literatura
- Wisła jak krew czerwona, Warszawa, Bellona, 2006, ISBN 83-11-10563-4